# 宮崎緑 (タレント)
宮﨑 緑（みやざき みどり、1986年3月15日 - ）は、日本の女優、タレント。埼玉県出身。身長153cm、体重40kg、血液型A型。

## 舞台
- Re:メンバー 2011年 円銀平演出
- flower〜もうひとつの旗揚げ公演〜 2012年 林将平演出
- BLUE〜竜宮ものがたり〜 2012年 林将平演出
- BLOSSOM〜枯れ木に花を〜 2013年 林将平演出
- LOVERS 2013年 林将平演出
- COMBAT〜怨ミ晴ラサデオクベキカ〜 2013年 林将平演出
- 天満月のネコ 2014年 宇治川まさなり 演出
- HARVEST〜日本女医第1号〜 2014年  林将平 演出
- キミに逢いたくて 2014年  まつだ壱岱演出
- RING〜クリスマスには花束を〜 2014年  林将平演出
- ユメオイビトの航海日誌 2015年 宇治川まさなり演出
- マジカル・リバース・ワールド 2015年  まつだ壱岱演出
- 針が指す空遥まで 2015年  高島紀彦演出
- 東京未来予想 2015年  古川千恵子演出

## ドラマ
- コウノドリ 2015年

## 映画
- 闇金ウシジマくん ザ・ファイナル 2016年